# Wasleys
Wasleys är en ort i Australien. Den ligger i regionen Light och delstaten South Australia, omkring 52 kilometer norr om delstatshuvudstaden Adelaide.
Närmaste större samhälle är Gawler, omkring 16 kilometer söder om Wasleys.
Trakten runt Wasleys består till största delen av jordbruksmark. Runt Wasleys är det glesbefolkat, med 10 invånare per kvadratkilometer. Genomsnittlig årsnederbörd är 593 millimeter. Den regnigaste månaden är juli, med i genomsnitt 95 mm nederbörd, och den torraste är december, med 13 mm nederbörd.